# Siocon
Siocon is een gemeente in de Filipijnse provincie Zamboanga del Norte op het eiland Mindanao. Bij de laatste census in 2007 had de gemeente ruim 41 duizend inwoners.

## Geografie

### Bestuurlijke indeling
Siocon is onderverdeeld in de volgende 26 barangays:
| - Andres Micubo Jr. - Balagunan - Bucana - Bulacan - Candiz - Datu Sailila - Dionisio Riconalla - Jose P. Brillantes, Sr. - Latabon - Makiang - Malambuhangin - Malipot - Manaol | - Mateo Francisco - Matiag - New Lituban - Pangian - Pisawak - Poblacion - S. Cabral - Santa Maria - Siay - Suhaile Arabi - Tabayo - Tagaytay - Tibangao |

## Demografie
Siocon had bij de census van 2007 een inwoneraantal van 41.221 mensen. Dit zijn 8.522 mensen (26,1%) meer dan bij de vorige census van 2000. De gemiddelde jaarlijkse groei komt daarmee uit op 3,25%, hetgeen hoger is dan het landelijk jaarlijks gemiddelde over deze periode (2,04%). Vergeleken met de census van 1995 is het aantal mensen met 13.025 (46,2%) toegenomen.

De bevolkingsdichtheid van Siocon was ten tijde van de laatste census, met 41.221 inwoners op 503,2 km², 81,9 mensen per km².